# 2022年のサッカー
2022年のサッカーでは、2022年のサッカー関連の出来事をまとめる。
2021年のサッカー - 2022年のサッカー - 2023年のサッカー

## できごと

### 1月
- 1日 - 【AFF】 2020 AFFスズキカップの決勝第2戦がシンガポールで行われ、タイが2戦合計6–2でインドネシアに勝利し、最多6度目の優勝[1]。
- 9日 - 【JFA・高体連】 第30回全日本高等学校女子サッカー選手権大会決勝が行われ、神村学園高等部（九州第1・鹿児島）が日ノ本学園高等学校（関西第1・兵庫）を3－0で下し16年ぶり3回目の優勝。[2]。
- 10日 - 【JFA・高体連】第100回全国高等学校サッカー選手権大会決勝が行われ、青森山田(青森）が大津（熊本）を4-0で下し3年ぶり3回目の優勝し高校総体、高円宮杯 JFA U-18プレミアリーグ 2021と合わせ高校サッカー界3冠[3]。
- 17日(現地時間) - 【FIFA】ザ・ベスト・FIFAフットボールアウォーズがスイスのチューリッヒでオンラインで行われ、年間最優秀選手賞にバイエルン・ミュンヘンのロベルト・レヴァンドフスキが2年連続2回目の受賞[4]。
- 24日(現地時間) - 【CAF】カメルーンで開催されたアフリカネイションズカップ2021決勝トーナメント1回戦のカメルーン代表対コモロ代表戦において、試合会場であるスタッド・フットボール・ドランベで群集事故が発生。8名が死亡し、38名が負傷した[5]。

### 2月
- 6日（現地時間）
  - 【AFC】2022 AFC女子アジアカップ決勝が インド・ナビムンバイのDYパティル・スタジアムで行われ、中国が韓国に3 - 2で勝利し、5大会ぶり9回目の優勝[6]。
  - 【CAF】アフリカネイションズカップ2021決勝が カメルーン・ヤウンデのスタッド・フットボール・ドランベで行われ、セネガルとエジプトは0 - 0で延長戦でも決着が付かずPK戦の末、セネガルが4 - 2で勝利し、初優勝[7]。
- 12日
  - 【JFA・Jリーグ】FUJIFILM SUPER CUP2022が日産スタジアムで行われ、浦和レッズが川崎フロンターレを2 - 0で下し、16年ぶり2回目の優勝[8]。
  - （現地時間）【FIFA】FIFAクラブワールドカップ2021・決勝が アラブ首長国連邦・アブダビのアル・ジャジーラ・ムハンマド・ビン・ザーイド・スタジアムで行われ、チェルシーがパルメイラスに延長戦の末、2-1で勝利し、初優勝[9]。
- 18日 - 【Jリーグ】19日に開催予定だった明治安田生命J2リーグ第1節 大分トリニータ vs 水戸ホーリーホック戦（昭和電工ドーム大分）は大分トリニータ側で複数名が新型コロナウイルス感染症の陽性診断を受け、管轄の保健所よりトップチーム選手・コーチ複数名が濃厚接触者の指定とチーム活動停止の指示があり、試合実施要項に定めるエントリー要件を満たせないことが確定したため中止、順延を発表[10]。翌19日にも23日に行われる予定だったYBCルヴァンカップグループステージ第1節大分トリニータ vs 鹿島アントラーズ戦（昭和電工ドーム大分）も中止順延を発表[11]。
- 21日 - 【Jリーグ】23日に行われる予定だったJリーグYBCルヴァンカップグループステージ第1節FC東京 vs ジュビロ磐田戦及び26日に行われる予定だった明治安田生命J1リーグ第2節FC東京 vs 名古屋グランパス戦はFC東京側で複数名が新型コロナウイルス感染症の陽性診断を受け、この日管轄の保健所より、トップチーム選手・スタッフを対象に26日までのチーム活動停止の指導を受けたため、試合実施要項に定めるエントリー要件を満たせないことが確定したため中止、順延を発表[12][13]。
- 25日（現地時間） 
  - 【AFC】AFCはAFCチャンピオンズリーグを2023-24シーズンより現在の春秋制から秋春制に移行することを発表[14]。
  - 【UEFA】UEFAは5月28日に ロシア・サンクトペテルブルクのガスプロム・アリーナで行われる予定だったUEFAチャンピオンズリーグ 2021-22 決勝はロシアによるウクライナ侵攻の影響で開催地を フランス・パリ（サン＝ドニ）のスタッド・ド・フランスに変更することを発表[15]。
- 27日 - 【JFA】皇后杯 JFA 第43回全日本女子サッカー選手権大会決勝がサンガスタジアム by KYOCERAで行われ、三菱重工浦和レッズ・レディースがジェフユナイテッド市原・千葉レディースを1－0で下し初優勝。[16]
- 28日
  - 【Jリーグ】Jリーグはコバルトーレ女川、東京23FC、高知ユナイテッドSC、沖縄SVをJリーグ百年構想クラブとして承認したことを発表[17]。
  - 【JFL・Jリーグ】JFLは鈴鹿ポイントゲッターズ元執行役員からの告発の件で、JFL規律委員会で調査したところ懲罰の対象となる行為があったと認められたと発表（最終処分は日本サッカー協会に委ねられる。）。これを受けてJリーグはJリーグ百年構想クラブ資格の解除条件付き資格停止にすることを発表[18][19]。
  - （現地時間） 【FIFA・UEFA】ロシアによるウクライナ侵攻に対して  ロシア　国内代表チーム、クラブチーム全てのFIFAやUEFA主催の大会への参加停止を発表[20][21]。

### 3月
- 10日 - 【JFA】選手へのパワハラ問題で金明輝 前サガン鳥栖監督に対してS級コーチライセンスからA級コーチジェネラルへの降格。また永井秀樹 前東京ヴェルディ監督に対しては1年間のS級コーチライセンス資格停止の処分をそれぞれ発表[22]。
- 16日 - 【Jリーグ】Jリーグは社員総会と臨時理事会を開き、村井満チェアマンの後任にJ1北海道コンサドーレ札幌の元選手で前・会長の野々村芳和氏を第6代Jリーグチェアマン選出就任、Jリーグの元選手経験者がチェアマンに就くのは初[23]。
- 20日 - 【Jリーグ】J1・ヴィッセル神戸は三浦淳寛監督との契約解除をした事を発表[24]。
- 21日 - 【Jリーグ】J1・ヴィッセル神戸は暫定監督にリュイス・プラナグマ ヤングプレイヤーデベロップメントコーチの就任を発表[25]。
- 24日(現地時間) - 【FIFA・AFC】2022 FIFAワールドカップ・アジア3次予選で日本はアウェーでオーストラリアと対戦して2-0で勝利し、7大会連続7回目のワールドカップ出場が決定[26]。
- 25日 - 【Jリーグ】26日に行われる予定だったJリーグYBCルヴァンカップグループステージ第3節 北海道コンサドーレ札幌 vs 京都サンガF.C.戦は京都サンガF.C.側で複数名が新型コロナウイルス感染症の陽性診断を受け、この日管轄の保健所より、トップチーム選手・スタッフを対象にチーム活動停止の指導を受けたため、試合実施要項に定めるエントリー要件を満たせないことが確定したため中止、順延を発表[27]。

### 4月
- 1日
  - 【Jリーグ】3日に予定だった明治安田生命J3リーグ第4節 ヴァンラーレ八戸 vs. アスルクラロ沼津戦（プライフーズスタジアム）はアスルクラロ沼津側で複数名が新型コロナウイルス感染症の陽性診断を受け、管轄の保健所よりクラスター認定を受け、4日までトップチームの活動停止要請、試合実施要項に定めるエントリー要件を満たせないことが確定したため中止、順延を発表[28]。同じく3日に行われる予定だった明治安田生命J3リーグ　第4節 FC岐阜 vs. ガイナーレ鳥取戦（岐阜メモリアルセンター長良川競技場）はFC岐阜側で複数名が新型コロナウイルス感染症の陽性診断を受け、管轄の保健所より3日までトップチームの活動停止要請、試合実施要項に定めるエントリー要件を満たせないことが確定したため中止、順延を発表[29]。
  - (現地時間)【FIFA】 2022 FIFAワールドカップ組み合わせ抽選会が カタール・ドーハのエキシビション&コンベンションセンターで行われ、 日本はグループEに入り、 ドイツ、 スペインと大陸間プレーオフ勝者（ ニュージーランドか コスタリカ）と同組になることが決定[30]。
- 5日
  - 【JFL】2020年11月29日に開催された第22回日本フットボールリーグ最終節のソニー仙台FC vs. 鈴鹿ポイントゲッターズ戦において、鈴鹿のクラブ幹部から監督・選手に対して八百長（敗退行為）に該当する指示があったと認定された。監督・選手がこれを拒否したため試合は正常に行われS仙台が1-0で勝利したが、没収試合となり3-0でS仙台の勝利と変更された。また鈴鹿には罰金500万円に加え、社長に1か月、オーナーに3か月、具体的に八百長を指示した元執行役員に2年間のサッカー関連活動の禁止処分を発表[31]。
  - 【Jリーグ】この日行われたJリーグ臨時実行委員会および臨時理事会で、3日に行われた明治安田生命J2リーグ第8節 モンテディオ山形 vs. ファジアーノ岡山戦で担当審判員による競技規則の適用ミスがあり、試合の結果に影響を及ぼしたことを確認し、再試合を行われることが決定[32]。
- 8日 - 【Jリーグ】J1・ヴィッセル神戸は新監督にミゲル・アンヘル・ロティーナ 前清水エスパルス監督の就任を発表[33]。
- 23日（現地時間）
  - 【リーグ・アン】 リーグ・アン第34節で1位パリ・サンジェルマンはスタッド・ランスと1-1で2シーズンぶり10回目のリーグ優勝が決定[34]。
  - 【ブンデスリーガ】ブンデスリーガ第31節で1位バイエルンが2位ドルトムントに3-1で勝利して10シーズン連続32回目の優勝が決定[35]。
- 28日 - 【Jリーグ】29日に予定だった明治安田生命J3リーグ第7節 SC相模原 vs. Y.S.C.C.横浜戦（相模原ギオンスタジアム）はSC相模原側で複数名が新型コロナウイルス感染症の陽性診断を受け、試合実施要項に定めるエントリー要件を満たせないことが確定したため中止、順延を発表[36]
- 30日（現地時間） - 【リーガ・エスパニョーラ】リーガエスパニョーラ第34節で1位レアル・マドリードはエスパニョールに4 - 0で勝利し、2シーズンぶり35回目の優勝[37]

### 5月
- 3日 - 【Jリーグ】5日に行われる予定だった明治安田生命J3リーグ　第8節 ガイナーレ鳥取 vs. 愛媛FC戦（Axisバードスタジアム）はガイナーレ鳥取側で複数名が新型コロナウイルス感染症の陽性診断を受け、試合実施要項に定めるエントリー要件を満たせないことが確定したため中止、順延を発表[38]。また4日に予定だった明治安田生命J3リーグ第8節 ヴァンラーレ八戸 vs. SC相模原戦（プライフーズスタジアム）はSC相模原側で複数名が新型コロナウイルス感染症の陽性診断を受け、試合実施要項に定めるエントリー要件を満たせないことが確定したため中止、順延を発表[39]。
- 6日
  - 【Jリーグ】J3・FC岐阜は三浦俊也監督との契約解除と後任の監督に横山雄次ヘッドコーチの就任をそれぞれ発表[40]。
  - 【JFA】J3・愛媛FCはトップチーム内で新型コロナウイルス感染者が多数確認されたため、8日に予定していた「2022愛媛県サッカー選手権大会」の出場辞退と決勝戦開催中止を発表。これにより天皇杯 JFA 第102回全日本サッカー選手権大会愛媛県代表はFC今治が出場することが決定[41]。
  - (現地時間)【AFC・OCA】9月に 中国・杭州で行われる予定だった杭州アジア競技大会は新型コロナウイルス感染症の影響で延期を発表[42]。
- 7日
  - 【Jリーグ】8日に行われる予定だった明治安田生命J2リーグ第15節大宮アルディージャ vs. いわてグルージャ盛岡戦（NACK5スタジアム大宮）と14日に行われる予定だった第16節いわてグルージャ盛岡 vs. モンテディオ山形戦（いわぎんスタジアム）はいわてグルージャ盛岡において、トップチームの選手複数名が新型コロナウイルス感染症の陽性診断を受け、管轄の保健所よりクラスター認定および14日までトップチーム活動停止の判断が示されたため、リーグ戦試合実施要項に定めるエントリー要件を満たせないことが確定し、中止順延を発表[43][44]。
  - 【JFA】J3・カマタマーレ讃岐はトップチーム所属の選手4名・スタッフ1名が新型コロナの陽性判定を受けて、選手の安全・感染拡大防止を最優先に8日に行われる予定だった「第27回香川県サッカー選手権大会」への出場辞退と決勝戦開催中止を発表[45]。
- 8日 -  【WEリーグ】Yogibo WEリーグ第20節で1位INAC神戸レオネッサはノジマステラ神奈川相模原に3-0で勝利し、初優勝[46]。
- 14日 (現地時間) - 【AFC】アジアサッカー連盟はこの日、2023年のAFCアジアカップについて、新型コロナの影響中国開催を返上を発表[47]。
- 18日 (現地時間) - 【UEFA】UEFAヨーロッパリーグ 2021-22 決勝 が スペイン・セビリアのエスタディオ・ラモン・サンチェス・ピスフアンで行われ、フランクフルトとレンジャーズは1-1で延長戦でも決着がつかず、PK戦の末フランクフルトが5-4で勝利して42年ぶり2回目の優勝[48]。
- 20日 - 【Jリーグ】J3・SC相模原は高木琢也監督の解任を発表[49]。
- 22日（現地時間）
  - 【セリエA】セリエA第38節で1位ミランはサッスオーロに3-0で勝利し、11シーズンぶり19回目の優勝[50]。
  - 【プレミアリーグ】プレミアリーグ第38節で1位マンチェスター・シティはアストン・ヴィラに3-2で勝利し、2シーズン連続8回目の優勝[51]。
- 23日 - 【Jリーグ】J3・SC相模原は新監督に薩川了洋ユース監督の就任を発表[52]。
- 25日 - 
  - 【Jリーグ】J3・Y.S.C.C.横浜は仲田建二監督の辞任と後任の監督に星川敬 INAC神戸レオネッサ監督の就任をそれぞれ発表[53][54]。
  - 【Jリーグ】この日行われる予定だった明治安田生命J1リーグ第15節ガンバ大阪 vs. サンフレッチェ広島戦（パナソニックスタジアム吹田）はサンフレッチェ広島において、トップチームの選手複数名が新型コロナウイルス感染症の陽性診断を受け、管轄の保健所よりこの日のトップチーム活動停止の指導、リーグ戦試合実施要項に定めるエントリー要件を満たせないことが確定し、中止順延を発表[55]
- 26日 - 【Jリーグ】J2・大宮アルディージャは霜田正浩監督の解任と後任の監督に相馬直樹 前鹿島アントラーズ監督の就任をそれぞれ発表[56][57]。
- 28日（現地時間） - 【UFEA】UEFAチャンピオンズリーグ 2021-22 決勝 が フランス・サン＝ドニのスタッド・ド・フランスで行われ、レアル・マドリードがリヴァプールに1-0で勝利し、4シーズンぶり14回目の優勝[58]。
- 30日 - 【Jリーグ】J1・清水エスパルスは平岡宏章監督との契約解除を発表[59]。

### 6月
- 7日 - 【Jリーグ】J1・清水エスパルスは新監督にゼ・リカルド 前ヴァスコ・ダ・ガマ監督の就任を発表[60]。
- 8日 - 【Jリーグ】J2・FC琉球は6月6日付で喜名哲裕監督との契約を解除したことを発表[61]。
- 12日 - 【Jリーグ】
  - J2・FC琉球は新監督にナチョ・フェルナンデス 前バレンシアヘッドコーチの就任を発表[62]。
  - J2・V・ファーレン長崎は松田浩監督の退任と後任の監督にファビオ・カリーレ 前アトレチコ・パラナエンセ監督の就任をそれぞれ発表[63]。
- 13日 - 【Jリーグ】
  - J2・東京ヴェルディは堀孝史監督の退任と後任の監督に城福浩 前サンフレッチェ広島監督の就任をそれぞれ発表[64][65]。
  - J3・ヴァンラーレ八戸は葛野昌宏監督の退任と後任の監督に志垣良 前京都サンガF.C. U-18監督の就任をそれぞれ発表[66][67]。
- 19日（現地時間） - 【AFC】AFC U23アジアカップ2022決勝が ウズベキスタン・タシュケントのミリースタジアムで行われ、サウジアラビアがウズベキスタンに2 - 0で勝利し、初優勝[68]。
- 20日 - 【JFL】鈴鹿ポイントゲッターズの元役員が運営会社オーナーから現金5000万円を脅し取ろうとしたとして、恐喝未遂の疑いで三重県警察鈴鹿警察署に逮捕[69]。のちに現金2500万円を脅し取るとともに500万円の債務を免れたとして7月11日に恐喝の疑いで再逮捕[70]。
- 28日 - 【Jリーグ】この日行われた理事会で鈴鹿ポイントゲッターズについて、ガバナンスの改善に至ると客観的に判断できうるまでの十分な体制構築が行われていないことから、処分解除条件を満たすことができないと判断し、鈴鹿ポイントゲッターズのJリーグ百年構想クラブの資格の失格を決定[71]。
- 29日 - 【Jリーグ】J1・ヴィッセル神戸はミゲル・アンヘル・ロティーナ監督の契約解除と後任の監督に吉田孝行 強化部スタッフ（元V・ファーレン長崎監督）の就任をそれぞれ発表[72][73]。

### 7月
- 4日 - 【Jリーグ】6日に行われる予定だった明治安田生命J1リーグ第20節川崎フロンターレ vs. サガン鳥栖戦（等々力陸上競技場）はサガン鳥栖において、トップチームの選手・スタッフ複数名が新型コロナウイルス感染症の陽性診断を受け、管轄の保健所より6日までのトップチーム活動停止の指導、リーグ戦試合実施要項に定めるエントリー要件を満たせないことが確定し、中止順延を発表[74]。
- 8日 - 【WEリーグ】2022-23シーズンよりWEリーグカップを創設することを発表（2022-23シーズンのWEリーグカップは8月20日に開幕、決勝は10月1日）[75]。
- 11日 - 【JFA】13日に行われる予定だった天皇杯 JFA 第102回全日本サッカー選手権大会ラウンド16東京ヴェルディ vs. ジュビロ磐田戦（味の素スタジアム）は東京ヴェルディにおいて、トップチームの選手・スタッフ複数名が新型コロナウイルス感染症の陽性診断を受け、管轄の保健所より13日までのトップチーム活動停止の指導を受けたことにより、20日に順延すると発表[76]
- 14日 - 【Jリーグ】16日に行われる予定だった明治安田生命J2リーグ第27節東京ヴェルディ vs. 徳島ヴォルティス戦（味の素スタジアム）は東京ヴェルディのコロナ感染が続いているため、中止順延を発表[77]。
- 15日 - 【Jリーグ】16日に行われる予定だった明治安田生命J1リーグ第22節名古屋グランパス vs. 川崎フロンターレ戦（豊田スタジアム）は名古屋グランパスにおいて、トップチームの選手・スタッフ複数名が新型コロナウイルス感染症の陽性診断を受け、管轄の保健所より14日から16日までのトップチーム活動停止の指導、リーグ戦試合実施要項に定めるエントリー要件を満たせないことが確定し、中止順延を発表[78]。
- 16日 - 【Jリーグ】17日に行われる予定だった明治安田生命J3リーグ第17節 FC今治 vs. Y.S.C.C.横浜戦（ありがとうサービス. 夢スタジアム）はY.S.C.C.横浜において、トップチームの選手・スタッフ複数名が新型コロナウイルス感染症の陽性診断を受け、陽性者ならびに同ガイドラインに定める濃厚接触疑い基準に該当する者をチームから隔離した結果、隔離した者と怪我等でチーム活動に復帰できない者を除いたエントリー可能な人数が規定の13名以上を充足できないことが明らかになったため中止順延を発表[79]。
- 21日 - 【Jリーグ】23日に行われる予定だった明治安田生命J2リーグ第28節ジェフユナイテッド千葉 vs. ヴァンフォーレ甲府戦（フクダ電子アリーナ）はヴァンフォーレ甲府のトップチームの選手複数名が新型コロナウイルス感染症の陽性診断を受け、Ｊリーグ新型コロナウイルス感染症対応ガイドラインに定める濃厚接触疑い者の特定を行った結果、エントリー可能な人数が、規定の13名以上を充足できないこと、中止順延を発表[80]。
- 22日 - 【Jリーグ】23日に行われる予定だった明治安田生命J3リーグ第18節 いわきFC vs. 松本山雅FC戦（Jヴィレッジスタジアム）は松本山雅FCにおいて、トップチームの選手・スタッフ複数名が新型コロナウイルス感染症の陽性診断を受け、管轄の保健所より7月22日（金）から26日（火）までの間、トップチーム活動停止の指導を受け、リーグ戦試合実施要項に定めるエントリー要件を満たせないの13名以上を充足できないことが明らかになったため中止順延を発表[81]。
- 30日 - 【JFA・高体連】全国高等学校総合体育大会男女決勝が行われ前橋育英（群馬）が1-0で帝京（東京第1）を下し、13年ぶり2回目の優勝[82]。女子は大商学園（近畿第2・大阪）が延長戦の末1-0で十文字（関東第2・東京）を下し初優勝[83]。

### 8月
- 4日 - 【Jリーグ】6日に行われる予定だった明治安田生命J1リーグ 第24節 アビスパ福岡 vs. ガンバ大阪（ベスト電器スタジアム）はアビスパ福岡においてトップチームの選手・スタッフ複数名が新型コロナウイルス感染症の陽性診断を受け、陽性者および怪我等でプレーができない者を除き、エントリー可能な人数が規定の13名以上を充足できないことが判明したため、中止延期を発表[84]。
- 7日 - 【Jリーグ】J1・鹿島アントラーズはレネ・ヴァイラー監督との契約解除を発表[85]。
- 8日 - 【Jリーグ】J1・鹿島アントラーズは新監督に岩政大樹コーチの就任を発表[86]。
- 11日（現地時間） - 【FIFA】11月に開催予定の2022 FIFAワールドカップの開幕日を当初の11月21日から1日前倒しして、11月20日に変更することを発表[87]。
- 13日 - 【Jリーグ】この日行われる予定だった明治安田生命J1リーグ、J2リーグ、J3リーグの計7試合は台風8号の接近・上陸の影響で中止、順延[88]。
- 14日 - 【Jリーグ】J1・ジュビロ磐田は伊藤彰監督の解任を発表[89]。
- 16日（現地時間） - 【FIFA】FIFAは全インドサッカー連盟を第三者からの不当な介入により直ちに資格停止することを決定[90]。
- 17日【Jリーグ】
  - J1・ガンバ大阪は片野坂知宏監督との契約を解除し、後任の監督に松田浩コーチ（前V・ファーレン長崎監督）の就任をそれぞれ発表[91]。
  - J1・ジュビロ磐田は後任の監督に渋谷洋樹コーチの就任を発表[92]。
- 20日【Jリーグ】
  - この日行われる予定だった明治安田生命J2リーグ第32節ツエーゲン金沢 vs. V・ファーレン長崎戦（石川県西部緑地公園陸上競技場）はV・ファーレン長崎のトップチームの選手・スタッフ複数名が試合当日スクリーニング検査にて新型コロナウイルス感染症の陽性判定となり、既に陽性確定診断を受けている者、濃厚接触疑い者、および怪我等でプレーができない者を除き、エントリー可能な人数が規定の13名以上を充足できないことが明らかとなったため、中止順延を発表[93]。
  - この日行われていた明治安田生命J3リーグ第21節 FC岐阜 vs. 藤枝MYFC戦（岐阜メモリアルセンター長良川競技場）は雷雨の影響で前半22分で中断、そのまま中止順延[94]。
- 23日 - 【Jリーグ】J3・アスルクラロ沼津は今井雅隆監督の解任を発表[95]。
- 25日 - 【Jリーグ】27日に行われる予定だった明治安田生命J2リーグ第33節V・ファーレン長崎 vs. 栃木SC戦（トランスコスモススタジアム長崎）は引き続きV・ファーレン長崎で新型コロナ感染者が出ており、エントリー可能な人数が規定の13名以上を充足できないため中止順延を発表[96]。また同じ日に行われる予定だった大宮アルディージャ vs. モンテディオ山形戦（NACK5スタジアム大宮）はモンテディオ山形のトップチームの選手・スタッフ複数名から断続的に新型コロナウイルス感染症の陽性者が出ており、陽性判定者、既に陽性確定診断を受けている者、濃厚接触疑い者、および怪我等でプレーができない者を除き、エントリー可能な人数が規定の13名以上を充足できなくなったため、中止順延を発表[97]。
- 27日（現地時間） - 【FIFA】FIFAは全インドサッカー連盟に課されていた資格停止処分を解除することを発表[98]。
- 28日（現地時間） - 【FIFA】2022 FIFA U-20女子ワールドカップ決勝が コスタリカ・サンホセのエスタディオ・ナシオナル・デ・コスタリカで行われ、 スペインが 日本に3 - 1で勝利し、初優勝[99]。
- 30日 - 【Jリーグ】7月16日に行われる予定だった明治安田生命J1リーグ第22節名古屋グランパス vs. 川崎フロンターレ戦に関し、名古屋側は直轄保健所からの指導と報告していたが、実際は管轄保健所から指導は受けていなかった誤報告により試合を中止になったことに対して、名古屋グランパスにけん責と罰金200万円の処分を科すことを発表[100]。

### 9月
- 6日 - 【Jリーグ】J2・ベガルタ仙台は原崎政人監督の解任と後任の監督に伊藤彰 前ジュビロ磐田監督の就任をそれぞれ発表[101][102]。
- 9日 - 【プレミアリーグ他】プレミアリーグはこの日、女王陛下の崩御を受け週末に予定していたリーグ戦全10試合を延期[103]。その他EFLチャンピオンシップ・スコットランド・ウェールズ・北アイルランドでも同様に延期[104] 。
- 14日 - 【WEリーグ】2023-24シーズンのWEリーグ入会審査結果、セレッソ大阪堺レディースが新たに入会することを発表[105]。
- 16日 - 【Jリーグ】18日に行われる予定だった明治安田生命J3リーグ第25節 テゲバジャーロ宮崎 vs 愛媛FC戦と鹿児島ユナイテッドFC vs ギラヴァンツ北九州戦は台風14号の九州地方接近に伴い、中止順延を発表。なお鹿児島 vs 北九州戦は19日に延期開催も同時に発表[106][107]。
- 17日 - 【Jリーグ】J3・アスルクラロ沼津は後任の監督に望月一仁 強化部長の就任を発表[108]。
- 18日 - 【Jリーグ】19日に行われる予定だった明治安田生命J2リーグ第37節 ロアッソ熊本 vs いわてグルージャ盛岡戦（えがお健康スタジアム）は台風14号の影響で20日に延期を発表[109]。
- 19日 - 【Jリーグ】J3・カターレ富山は石崎信弘監督の退任と後任の監督に小田切道治ヘッドコーチの就任をそれぞれ発表[110]。
- 26日 - 【JFL】FCティアモ枚方は小川佳純監督との契約を解除し、後任の監督に武田博行GKコーチの就任をそれぞれ発表[111]。
- 27日
  - 【Jリーグ】この日行われた理事会で2023年シーズンにJ3クラブライセンスの申請があったクラブ7チームのうち6クラブに交付することを決定。クリアソン新宿については施設基準が未充足であると判断されて未交付。ヴェルスパ大分と高知ユナイテッドSCには初交付[112]。また2023年シーズンのJ1クラブライセンスの審査結果が発表。岩手は施設基準の例外適用申請により新たにJ1クラブライセンスを取得[113]。
  - 【JFL】MIOびわこ滋賀は大槻紘士監督の解任を発表[114]。
- 28日 - 【Jリーグ】10月1日に行われる予定だった明治安田生命J1リーグ第31節 清水エスパルス vs ジュビロ磐田戦（IAIスタジアム日本平）は台風15号の豪雨災害の影響で中止順延を発表[115]。
- 29日 - 【WEリーグ】WEリーグは新チェアに髙田春奈氏が就任することを発表[116]。

### 10月
- 1日
  - 【WEリーグ】第1回WEリーグカップ決勝が味の素フィールド西が丘で行われ、三菱重工浦和レッズ・レディースが3-3からPK戦の末4-2で日テレ・東京ヴェルディベレーザを降し初代優勝チームに[117]。
  - （現地時間）【インドネシアリーガ1】 インドネシア・東ジャワ州マランリージェンシーのカンジュルハンスタジアムで行われたインドネシアリーガ1第11節アレマFC vs ペルセバヤ・スラバヤは3-2でペルセバヤ・スラバヤが勝利したが、試合終了後にホームのアレマFCのサポーターがピッチに乱入。警察が催涙スプレーで威嚇し、サポーター3000人が殺到。多くの人が1つの出口に駆け込んだことで群集事故が発生。サポーターや警察官など133人が死亡。死因の大部分は窒息死や圧死。詳細はカンジュルハン・スタジアムの悲劇を参照[118][119]。
- 5日 - 【JFL】MIOびわこ滋賀は後任の監督に東広樹コーチの就任を発表[120]。
- 8日 - 【Jリーグ】明治安田生命J2リーグ第40節で1位アルビレックス新潟はベガルタ仙台に3-0で勝利し、J1自動昇格の2位以内を確定させ、2017年以来6年ぶり2回目のJ1昇格が決定[121]。
- 16日
  - 【JFA】 天皇杯 JFA 第102回全日本サッカー選手権大会の決勝が日産スタジアムで行われ、ヴァンフォーレ甲府とサンフレッチェ広島は1-1で延長戦でも決着が付かず、PK戦の末ヴァンフォーレ甲府が5-4で勝利し、初優勝[122]。
  - 【Jリーグ】明治安田生命J2リーグ第41節で3位ファジアーノ岡山はブラウブリッツ秋田に1-2で敗れ、残り1試合で2位横浜FCに勝ち点で上回れない事が確定したため、横浜FCのJ1自動昇格の2位以内が確定し、2年ぶり3回目のJ1昇格が決定。またファジアーノ岡山、ロアッソ熊本、大分トリニータのJ1昇格プレーオフ進出も決定[123]。また2位横浜FCはツエーゲン金沢に2-3で敗れたため、1位アルビレックス新潟の19年ぶり2回目のJ2優勝が決定[124]。さらに20位ザスパクサツ群馬は22位いわてグルージャ盛岡に5-1で勝利し、21位FC琉球はジェフユナイテッド千葉に2-1で敗れ、FC琉球といわてグルージャ盛岡は残り1試合でJ2・20位以上になる可能性が無くなったためJ2・21位以下が確定し、J3降格が決定。FC琉球は2018年以来2度目、いわてグルージャ盛岡わずか1年でのJ3降格[125]。
  - 【なでしこリーグ】プレナスなでしこリーグ1部第22節で1位スフィーダ世田谷FCはバニーズ群馬FCホワイトスターに1 - 1の引き分けで初優勝[126]。
- 17日（現地時間） - 【AFC】アジアサッカー連盟はAFCアジアカップ2023の開催地をカタールで行うことを発表[127]。
- 22日
  - 【Jリーグ】2022JリーグYBCルヴァンカップ決勝が国立競技場で行われ、サンフレッチェ広島がセレッソ大阪を2－1で勝利し初優勝[128]。
  - （現地時間）【FIFA】2023 FIFA女子ワールドカップの組み合わせ抽選会が ニュージーランド・オークランドのアオテア・センターで行われ、日本はグループCでスペイン、コスタリカ、ザンビアと同組になることが決定[129]。
- 23日 - 【Jリーグ】明治安田生命J2リーグ第42節で8位モンテディオ山形が6位徳島ヴォルティスに3-0で勝利、7位ベガルタ仙台がブラウブリッツ秋田に0-0の引き分けとなったため、山形の6位が確定し、J1昇格ブレーオフに出場[130]。
- 25日 - 【Jリーグ】この日行われた理事会で2022年シーズンJ2、J3クラブライセンスの審査結果が発表。申請のあったJ2・10クラブのうち9クラブ、J3・2クラブのクラブライセンスの交付を決定。このうち福島、いわき、今治は施設基準の例外適用申請により新たにJ2クラブライセンスを取得。なおY.S.C.C.横浜のJ2クラブライセンスについては財務状況をより詳細に確認する必要があると判断され、11月の理事会で改めて審議予定[131][132]。
- 29日 - 【Jリーグ】明治安田生命J1リーグ第33節で18位ジュビロ磐田はガンバ大阪に0－2で敗れて、僅か1年で3度目のJ2降格が決定[133]。
- 30日
  - 【Jリーグ】J1参入プレーオフ1回戦で4位ロアッソ熊本と5位大分トリニータは2-2の引き分けでレギュラーシーズン上位のロアッソ熊本が2回戦進出。また6位モンテディオ山形は3位ファジアーノ岡山に0-3で勝利し2回戦進出[134]。
  - 【JFL】JFL第27節 FCティアモ枚方 vs. 鈴鹿ポイントゲッターズ戦で鈴鹿ポイントゲッターズの三浦知良がPKを決めて、55歳246日のJFL最年長得点記録を更新。これまでの記録は永井秀樹（当時FC琉球）の42歳50日[135]。さらに11月13日のJFL第29節のFC大阪戦でもゴールを決めて、自身のJFL最年長得点記録を55歳259日に更新[136]。
  - （現地時間）【FIFA】2022 FIFA U-17女子ワールドカップ決勝が インド・ナビムンバイのDYパティル・スタジアムで行われ、 スペインが コロンビアに1 - 0で勝利し、2大会連続2回目の優勝[137]。

### 11月
- 1日 - 【FIFA・JFA】20日に開幕する2022 FIFAワールドカップの日本代表26名が発表[138]。
- 5日
  - 【Jリーグ】明治安田生命J1リーグ第34節で1位横浜F・マリノスはヴィッセル神戸に3-1で勝利し、2019年以来3年ぶり5回目の優勝[139]。また17位清水エスパルスは北海道コンサドーレ札幌に3-4で敗れて、2016年以来7年ぶり2回目のJ2降格が決定[140] と16位京都サンガF.C.のJ1参入プレーオフ行きも決定[141]。
  - 【JFL】JFL第28節で2位奈良クラブはヴィアティン三重に1-0で勝利し、J3入会条件であるJFL4位以内とJリーグ百年構想クラブ上位2位以内を確定し、10月23日にJ3入会条件であるホームゲームで1試合平均入場者数2000人以上も達成したため、J3入会が内定[142]。また3位FC大阪はHonda FCに2-0で勝利し、J3入会条件であるJFL4位以内とJリーグ百年構想クラブ上位2位以内を確定[143]。
- 6日 - 【Jリーグ】
  - J1参入プレーオフ2回戦で4位ロアッソ熊本と6位モンテディオ山形は2-2の引き分けでレギュラーシーズン上位のロアッソ熊本が決勝進出[144]。
  - 明治安田生命J3リーグ第32節で1位いわきFCは鹿児島ユナイテッドFCに3-0で勝利。2位藤枝MYFCはFC今治に0-1で、3位松本山雅FCはカターレ富山に3-4でそれぞれ敗れたため、いわきFCのJ3初優勝と初のJ2昇格が決定[145]。
- 13日 - 【Jリーグ】J1参入プレーオフ決定戦でJ1・16位の京都サンガF.C.とJ2・4位のロアッソ熊本は1-1の引き分けでレギュレーションにより京都サンガF.C.のJ1残留が決定[146]。
- 20日
  - 【Jリーグ】明治安田生命J3リーグ第34節で2位藤枝MYFCはAC長野パルセイロと0-0の引き分けで、初のJ2昇格が決定[147]。
  - 【JFL】
    - JFL第30節でFC大阪はJ3入会条件であるホームゲームで1試合平均入場者数2000人以上を達成したため、J3入会が内定[148]。
    - JFL第30節で1位奈良クラブはソニー仙台FCと1-1の引き分け、2位FC大阪はMIOびわこ滋賀と1-1の引き分けでともに勝ち点59で並んだ(優勝の可能性があった3位Honda FCは東京武蔵野ユナイテッドFCに負けたため、この時点で優勝の可能性が消滅)が、得失点差で奈良クラブのJFL初優勝が決定[149]。

  - （現地時間）【FIFA】2022 FIFAワールドカップの開会式と開幕戦がカタール・アル・ホールのアル・バイト・スタジアムで開催[150]。
- 27日 - 【JFA・地域】全国地域サッカーチャンピオンズリーグ2022決勝ラウンド第3日で2位ブリオベッカ浦安は1位栃木シティFCに3 - 1で勝利し、初優勝。3位沖縄SVは4位FC刈谷に4-0で勝利し、2位が確定。2023年のJFL昇格条件となる2位以内が確定。浦安は2017年以来6年ぶり、沖縄は初のJFL昇格[151]。

### 12月
- 6日 - 【JFL】JFL理事会で全国地域サッカーチャンピオンズリーグ2022優勝のブリオベッカ浦安と準優勝の沖縄SVがJFL入会が正式に承認[152]
- 18日（現地時間） - 【FIFA】2022 FIFAワールドカップ決勝がカタール・ルサイルのルサイル・アイコニック・スタジアムで行われ、 フランスと アルゼンチンは90分で2 - 2、延長戦でそれぞれ1点ずつ獲り3 - 3となり、決着が付かずPK戦の末、アルゼンチンが4 - 2で勝利し、1986年大会以来9大会ぶり3回目の優勝[153]。
- 20日 - 【Jリーグ】2024年以降のJリーグについて、J1リーグ、J2リーグ、J3リーグそれぞれ20チームで行われることを発表。そのため2023年のJリーグについてはJ1から18位チームがJ2自動降格。J2からは1、2位チームがJ1自動昇格で3-6位チームで2017年まで行われたJ1昇格プレーオフを行い、PO勝者がJ1昇格（J2とJ3の入れ替え方式はこれまで通り）。2024年以降、J1とJ2の入れ替えについてJ1は18-20位チームがJ2自動降格。J2は1、2位は自動昇格、3-6位チームでJ1昇格プレーオフを行い、PO勝者がJ1昇格。またJ2とJ3の入れ替えについてJ2は18-20位チームはJ3に自動降格。J3は1、2位チームはこれまで通り自動昇格とし、新たに3-6位チームについてJ2同様J2昇格プレーオフを導入し、PO勝者がJ2昇格。さらにJリーグカップについても2024年からJ2とJ3のチームを加えてノックアウト方式で行われる予定も発表[154]。
- 23日 - 【WEリーグ】24日に行われる予定だったYogibo WEリーグ第7節 サンフレッチェ広島レジーナ vs. アルビレックス新潟レディースは積雪の影響により中止することを発表[155]。
- 28日 - 【JFA】日本サッカー協会は男子日本代表の森保一監督の続投を発表[156]。

## クラブチームによる国際大会
FIFAクラブワールドカップ2021
- 2月12日（決勝）（ アラブ首長国連邦)
  -  チェルシー（初優勝）

UEFAヨーロッパリーグ 2021-22
- 5月18日（決勝）
  -  フランクフルト（42シーズンぶり2回目）

UEFAヨーロッパカンファレンスリーグ 2021-22
- 5月25日（決勝）
  -  ローマ（初優勝）[157]

CONCACAFチャンピオンズリーグ2022
- 5月5日（決勝）
  -  シアトル・サウンダーズ（初優勝）

UEFAチャンピオンズリーグ 2021-22
- 5月28日（決勝）
  -  レアル・マドリード（4シーズンぶり14回目）

CAFチャンピオンズリーグ 2021-22
- 5月30日（決勝）
  -  ウィダード・カサブランカ（5シーズンぶり3回目）

OFCチャンピオンズリーグ 2022
- 8月17日（決勝）
  -  オークランド・シティ（5年ぶり10回目）

コパ・スダメリカーナ2022
- 10月11日（決勝）
  -  インデペンディエンテ・デル・バジェ（3年ぶり2回目）

AFCカップ2022
- 10月22日（決勝）
  -  アル・シーブ（初優勝）

コパ・リベルタドーレス2022
- 10月29日（決勝）
  -  フラメンゴ（3年ぶり3回目）

## 国内リーグ優勝クラブ

### ヨーロッパ
- フランス
  - 〈リーグ〉リーグ・アン2021-2022 - パリ・サンジェルマン（2シーズンぶり10回目）
- ドイツ
  - 〈リーグ〉ドイツ・ブンデスリーガ2021-2022 - バイエルン・ミュンヘン（10シーズン連続32回目）
- スペイン
  - 〈リーグ〉リーガ・エスパニョーラ2021-2022 - レアル・マドリード（2シーズンぶり35回目）
- イングランド
  - 〈リーグ〉プレミアリーグ2021-2022 - マンチェスター・シティ（2シーズン連続8回目）
- イタリア
  - 〈リーグ〉セリエA2021-2022 - ミラン（11シーズンぶり19回目）
- オランダ
  - 〈リーグ〉エールディビジ - アヤックス（2シーズン連続36回目）[158]
- ポルトガル
  - 〈リーグ〉プリメイラ・リーガ - ポルト（2シーズン連続30回目）[159]
- スコットランド
  - 〈リーグ〉スコティッシュ・プレミアシップ - セルティック（2シーズンぶり52回目）[160]
- ベルギー
  - 〈リーグ〉ジュピラー・プロ・リーグ - クラブ・ブルージュ（3シーズン連続18回目）

## ナショナルチームによる国際大会
2020 AFFスズキカップ
- 2021年12月5日 - 2022年1月1日（ シンガポール)
  -  タイ（2大会ぶり6回目）

アフリカネイションズカップ2021
- 1月8日 - 2月6日（ カメルーン)
  -  セネガル（初優勝）

EAFF E-1サッカー選手権2022
- 7月19日 - 27日（ 日本）
  -  日本（4大会ぶり2回目）

2022 FIFAワールドカップ
- 11月20日 - 12月18日（ カタール）
  -  アルゼンチン（9大会ぶり3回目）

### 年代別代表
AFC U23アジアカップ2022
- 6月1日 - 19日（ ウズベキスタン）
  -  サウジアラビア（初優勝）[68]

### 女子
2022 AFC女子アジアカップ
- 1月20日 - 2月6日（ インド)
  -  中華人民共和国（5大会ぶり9回目）

2022 CONCACAF女子選手権
- 7月4日 - 18日（ メキシコ）
  -  アメリカ合衆国（3大会連続9回目）

2022 アフリカ女子ネイションズカップ
- 7月2日 - 23日（ モロッコ）
  -  南アフリカ共和国（初優勝）

EAFF E-1サッカー選手権2022
- 7月19日 - 26日（ 日本）
  -  日本（2大会連続4回目）

2022 コパ・アメリカ・フェメニーナ
- 7月8日 - 30日（ コロンビア）
  -  ブラジル（4大会連続8回目）

2022 OFC女子ネイションズカップ
- 7月13日 - 30日（ フィジー）
  -  パプアニューギニア（初優勝）

UEFA欧州女子選手権2022
- 7月6日 - 31日（ イングランド）
  -  イングランド（初優勝）

2022 FIFA U-20女子ワールドカップ
- 8月10日 - 28日（ コスタリカ）
  -  スペイン（初優勝）

2022 FIFA U-17女子ワールドカップ
- 10月11日 - 30日（ インド）
  -  スペイン（2大会連続2回目）

### フットサル
2022 AFCフットサルアジアカップ
- 9月27日 - 10月8日（ クウェート）
  -  日本(3大会ぶり4回目)[161]

## 日本

### クラブチームによる国内大会

#### 男子中心
FUJIFILM SUPER CUP 2022
- 2月12日・日産スタジアム
  - 浦和レッズ 2 - 0 川崎フロンターレ
    - 浦和レッズは16年ぶり2回目の優勝

天皇杯 JFA 第102回全日本サッカー選手権大会
- 決勝　10月16日・日産スタジアム
  - ヴァンフォーレ甲府 1（PK5-4) - 1 サンフレッチェ広島
    - ヴァンフォーレ甲府は初優勝

Jリーグ
- 明治安田生命J1リーグ
  - 2月18日 - 11月5日
    - 優勝 横浜F・マリノス 　勝点:68
      - 横浜F・マリノスは3年ぶり5回目の優勝

- 明治安田生命J2リーグ
  - 2月19日 - 10月23日
    - 優勝 アルビレックス新潟　勝点:84
      - アルビレックス新潟は19年ぶり2回目の優勝

- 明治安田生命J3リーグ
  - 3月12日 - 11月20日
    - 優勝 いわきFC 勝点:76
      - いわきFCは初優勝

第24回日本フットボールリーグ
- 3月13日 - 11月20日
  - 優勝 奈良クラブ 勝点:59
    - 奈良クラブは初優勝

第58回全国社会人サッカー選手権大会
- 決勝 10月19日・志布志運動公園陸上競技場
  - ブリオベッカ浦安 0（PK:5-3）0 BTOPサンクくりやま[162]
    - ブリオベッカ浦安は初優勝

2022JリーグYBCルヴァンカップ
- 決勝　10月22日・国立競技場
  - サンフレッチェ広島 2 - 1 セレッソ大阪
    - サンフレッチェ広島は初優勝

全国地域サッカーチャンピオンズリーグ2022
- 11月11日 - 27日
  - 優勝 ブリオベッカ浦安
    - ブリオベッカ浦安は初優勝

#### 学生・ユースクラブ
第30回全日本大学女子サッカー選手権大会
- 決勝 1月6日・味の素フィールド西が丘
  - 早稲田大（関東第3/東京）1  - 0 静岡産業大（東海第2/静岡）
    - 早稲田大学は4年ぶり7回目の優勝

第30回全日本高等学校女子サッカー選手権大会
- 決勝 1月9日・ノエビアスタジアム神戸
  - 神村学園（九州第1/鹿児島） 3 - 0 日ノ本学園（関西第1/兵庫）
    - 神村学園は16年ぶり3回目の優勝

第100回全国高等学校サッカー選手権大会
- 決勝 1月10日・国立競技場
  - 青森山田（青森） 4 - 0 大津（熊本)　
    - 青森山田は3年ぶり3回目の優勝

令和4年度全国高等学校総合体育大会
- 男子決勝 7月30日・徳島県鳴門市・鳴門・大塚スポーツパークポカリスエットスタジアム
  - 前橋育英（群馬） 1 - 0帝京（東京第1）
    - 前橋育英は13年ぶり2回目の優勝。
- 女子決勝 7月30日・徳島県徳島市・徳島市球技場第1競技場　
  - 大商学園（近畿第2・大阪） 1 （延長）- 0 十文字（関東第2・東京）　
    - 大商学園は初優勝。

第46回日本クラブユースサッカー選手権 (U-18)大会
- 決勝 8月3日・正田醤油スタジアム群馬
  - セレッソ大阪U-18（近畿/大阪） 3 （延長）- 1 横浜F・マリノスユース（関東/神奈川）[163]
    - セレッソ大阪U-18は13年ぶり3回目の優勝。

第46回総理大臣杯全日本大学サッカートーナメント
- - 決勝 9月4日・味の素フィールド西が丘
    - 国士舘大学（関東1/東京） 2 - 1 大阪体育大学（関西2/大阪）
      - 国士舘大学は22大会ぶり3回目の優勝。

高円宮杯 JFA U-18サッカープレミアリーグ 2022 ファイナル
- 決勝 12月11日・国立競技場
  - サガン鳥栖 U-18（プレミアリーグWEST） 3  -  2 川崎フロンターレ U-18（プレミアリーグEAST）[165]
    - サガン鳥栖 U-18は初優勝。

#### 女子
皇后杯 JFA 第43回全日本女子サッカー選手権大会
- 決勝 2月27日・サンガスタジアム by KYOCERA
  - 三菱重工浦和レッズ・レディース 1 ‐ 0 ジェフ千葉レディース
    - 三菱重工浦和レッズ・レディースは初優勝

Yogibo WEリーグ2021-22
- 2021年9月12日 - 2022年5月22日
  - 優勝 INAC神戸レオネッサ　勝点:50
    - INAC神戸レオネッサは初優勝

WEリーグカップ2022-23
- 決勝　10月1日・味の素フィールド西が丘
  - 三菱重工浦和レッズ・レディース 3（PK4-2) - 3 日テレ・東京ヴェルディベレーザ
    - 三菱重工浦和レッズレディースは初優勝

プレナスなでしこリーグ1部
- 3月19日 - 10月16日
  - 優勝 スフィーダ世田谷FC　勝点:50
    - スフィーダ世田谷FCは初優勝

プレナスなでしこリーグ2部
- 3月26日 - 10月9日
  - 優勝 静岡SSUボニータ　勝点:43
    - 静岡SSUボニータは初優勝

#### フットサル
Fリーグ2021/2022 ディビジョン1
- 2021年6月5日 - 2022年1月30日
  - 優勝 名古屋オーシャンズ
    - 名古屋オーシャンズは5シーズン連続14回目の優勝

Fリーグ2021/2022 ディビジョン2
- 2021年5月22日 - 2022年1月30日
  - 優勝 しながわシティ
    - しながわシティは2シーズン連続2回目の優勝

JFA 第27回全日本フットサル選手権大会
- 3月21日・駒沢オリンピック公園総合運動場 屋内球技場
  - 立川・府中アスレティックFC 1 - 0 名古屋オーシャンズ
    - 立川・府中アスレティックFCは初優勝

Fリーグ オーシャンカップ2022
- 6月5日・駒沢オリンピック公園総合運動場 屋内球技場
  - 名古屋オーシャンズ 4 - 3 立川アスレティックFC
    - 名古屋オーシャンズは4大会連続9回目の優勝

## 死去
カッコ内は生年
- 1月7日 -  小嶺忠敏（* 1945年）[168] 島原商業、国見元監督、長崎総合科学大学附属高校総監督、全国高等学校サッカー選手権大会優勝6回。
- 1月11日 -  アフメト・チャルク（* 1994年）[169] 元サッカートルコ代表。
- 1月18日 -  フランシスコ・ヘント（* 1933年）[170] 元サッカースペイン代表。レアル・マドリード名誉会長。
- 1月25日 -  ビム・ヤンセン（* 1946年）[171] 元サッカーオランダ代表。元フェイエノールト、サンフレッチェ広島、セルティックFC監督。
- 2月19日 -  三村恪一（* 1931年）[172] 元サッカー日本代表、東邦チタニウム選手。
- 4月10日 -  水口洋次（* 1944年）[173] 元松下電器、ガイナーレ鳥取監督。
- 4月13日 -  フレディ・リンコン（* 1966年）[174] 元サッカーコロンビア代表。
- 4月30日 -  ミノ・ライオラ（* 1967年）[175] FIFA公認サッカー選手代理人。
- 5月1日
  - イビチャ・オシム（*1941年）[176] 元サッカー日本代表、ジェフユナイテッド市原監督。
  -  宮本卓也（* 1983年）[177] 元セレッソ大阪、モンテディオ山形、アビスパ福岡選手。
- 5月9日 - ジョディ・ルコキ（* 1992年）[178]トゥウェンテ選手、元サッカーコンゴ民主共和国代表。
- 7月21日 - ウーヴェ・ゼーラー（* 1935年）[179] 元サッカー西ドイツ代表。
- 8月1日 - ウーゴ・フェルナンデス（* 1945年）[180] 元コンサドーレ札幌監督。
- 8月7日 -  成田十次郎（* 1933年）[181] 日本の元サッカー選手・指導者、元読売サッカークラブ（東京ヴェルディの前身）監督。
- 8月15日 -  後藤聖弥（* 1989年）[182] ジェフユナイテッド千葉チームスタッフ、元ジュビロ磐田チームスタッフ。
- 8月24日 -  森健兒（* 1937年）[183] 元Jリーグ専務理事。
- 9月14日 -  ニコラエ・ザムフィール（* 1944年）[184] 元ジェフユナイテッド市原監督。
- 10月21日 -  工藤壮人（* 1990年）[185] テゲバジャーロ宮崎、元柏レイソル、サンフレッチェ広島、レノファ山口FC選手、元サッカー日本代表。
- 12月2日
  -  菊川凱夫（* 1944年）[186] 元アビスパ福岡監督。
  -  福村景樹（* 1951年）[187] Fリーグ前COO（最高執行責任者）。
- 12月16日 -シニシャ・ミハイロヴィッチ（* 1969年）[188] 元サッカーユーゴスラビア代表、サッカー指導者。
- 12月22日 - ジョージ・コーエン（* 1939年）[189] 元サッカーイングランド代表、サッカー指導者。
- 12月25日 - ファビアン・オニール（* 1973年）[190] 元サッカーウルグアイ代表。
- 12月29日 - ペレ（* 1940年）[191] 元サッカーブラジル代表。